# Earl of Thomond

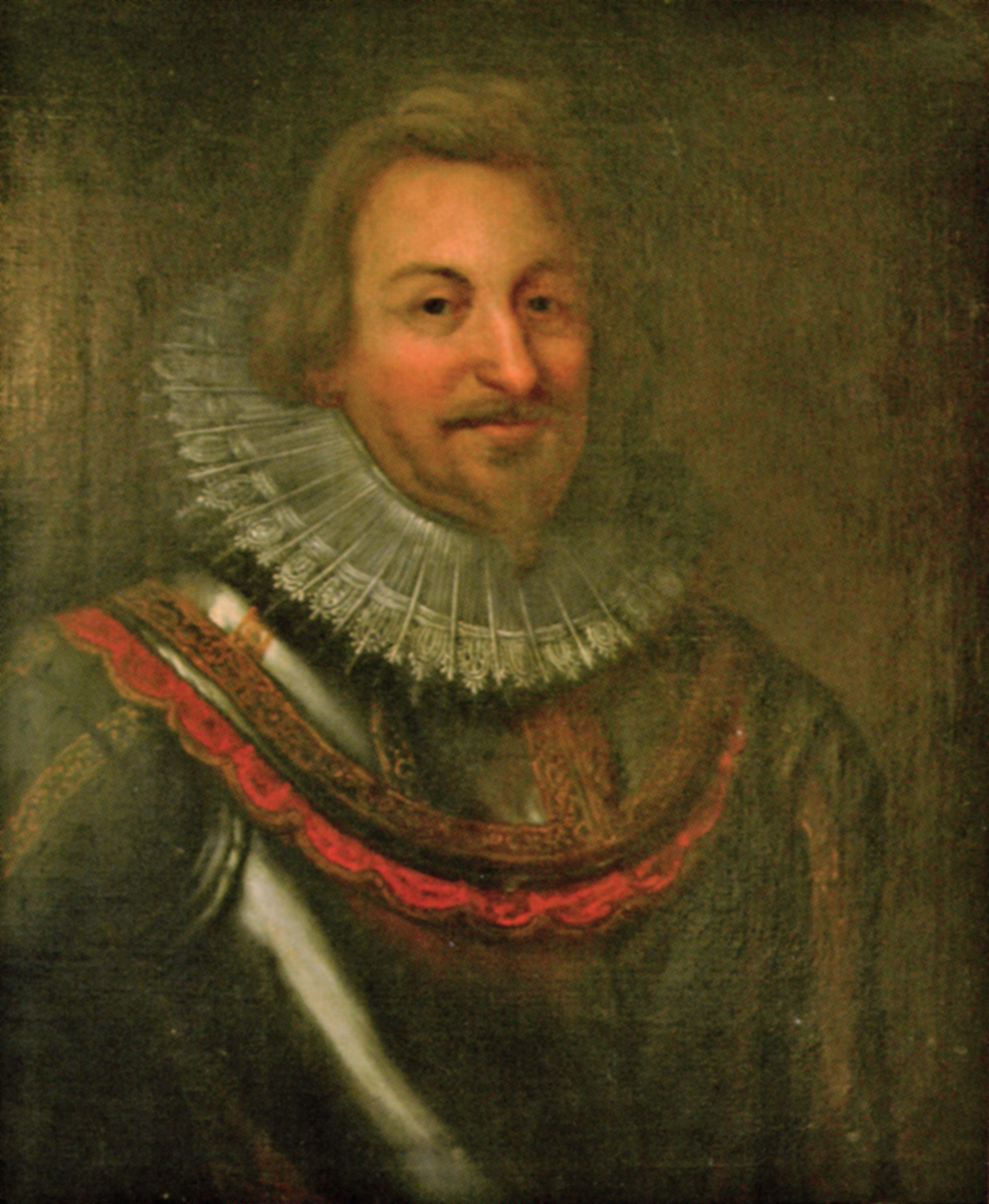
Murrough O’Brien, 1. Earl of Thomond

Earl of Thomond (irisch Iarla Thuamhan) war ein erblicher britischer Adelstitel, der zweimal in der Peerage of Ireland verliehen wurde.

## Verleihungen
Im Jahr 1541 wurde König Heinrich VIII. von England vom Parliament of Ireland zum König von Irland erhoben. Infolgedessen wurden alle Monarchen und Clan Chiefs in Irland aufgefordert, ihre einheimischen Titel aufzugeben, um dafür Titel in der Peerage of Ireland zu erhalten. So gab auch der bisherige König von Thomond Murrough O’Brien, der ein Nachfahre des irischen Hochkönigs Brian Boru war, seinen Königstitel auf und erkannte damit Heinrich VIII. als Lehnsherrn sowie dessen kirchliches Supremat an. Am 1. Juli 1543 wurde ihm daraufhin der Titel Earl of Thomond und der nachgeordnete Titel Baron Inchiquin verliehen. Das Earldom wurde mit einer besonderen Erbregelung verliehen, so dass beim Tod Murrough O’Briens nur die Baronie Inchiquin an dessen ältesten Sohn Dermod O’Brien († 1557) überging, das Earldom aber an seinen Neffen Donough O’Brien fiel, der ebenfalls am 1. Juli 1543 bereits in der Peerage of Ireland zum Baron Ibrackan erhoben worden war. Der 8. Earl wurde am 19. Oktober 1714 zudem in der Peerage of Great Britain zum Viscount Tadcaster erhoben. Bei seinem Tod am 20. April 1741 erloschen die Titel. Er existierte zwar mit Charles O’Brien noch ein Erbe, der in männlicher Linie Nachkomme eines jüngeren Sohnes des 3. Earls war, doch konnte dieser ihn nicht beerben, da er ein exilierter Jakobit war und bereits dessen Großvater Daniel O’Brien, 3. Viscount Clare, 1691 wegen Hochverrates geächtet und alle seine Adelstitel aberkannt worden waren.
Am 11. Dezember 1756 wurde der Titel für den Unterhausabgeordneten Percy Wyndham-O’Brien neu geschaffen, zusammen mit dem nachgeordneten Titel Baron Ibrackan. Dieser war der Sohn der Schwester der Witwe des letzten Earls erster Verleihung. Die Titel erloschen am 21. Juli 1774, als er unverheiratet und kinderlos starb.

## Liste der Earls of Thomond

### Earls of Thomond, erste Verleihung (1543)
- Murrough O’Brien, 1. Earl of Thomond († 1551)
- Donough O’Brien, 2. Earl of Thomond († 1553)
- Connor O’Brien, 3. Earl of Thomond (um 1535–1581)
- Donogh O’Brien, 4. Earl of Thomond († 1624)
- Henry O’Brien, 5. Earl of Thomond (um 1588–1639)
- Barnabas O’Brien, 6. Earl of Thomond (um 1590–1657)
- Henry O’Brien, 7. Earl of Thomond (um 1620–1691)
- Henry O’Brien, 8. Earl of Thomond (1688–1741)

### Earl of Thomond, zweite Verleihung (1756)
- Percy Wyndham-O’Brien, 1. Earl of Thomond (um 1723–1774)